# PRT-ERP (Fracción Roja)
El PRT-ERP (Fracción Roja) fue una guerrilla argentina escindida en 1973 del Partido Revolucionario de los Trabajadores (PRT) y su estructura militar, el Ejército Revolucionario del Pueblo (ERP), a consecuencia de la oposición de un sector de sus miembros a la separación de la Cuarta Internacional.

## Orígenes
Fue fundado en enero de 1973 con combatientes provenientes del Comité Militar de la Regional Buenos Aires Sur del ERP, a raíz del enfrentamiento entre el Buró Político y la Liga Comunista Francesa de la Cuarta Internacional (organización internacional de partidos trotskistas). Estaba dirigido por los antiguos cuadros: José Joe Baxter, Rodríguez, Soto y Montova.

## Ideología
De ideología trotskista y leal a la Cuarta Internacional, el objetivo de la organización era desarrollar la lucha armada clandestina con miras a ser la Sección Argentina de la esa internacional y nuclear en torno suyo a las otras organizaciones revolucionarias. También el grupo se oponía al reformismo de algunos grupos y como su acercamiento a "las fuerzas burguesas" puedan ser perjudiciales para el movimiento, además de llamar a las masas a una  revolución permanente.

## Acciones
A diferencia de la otra escisión del ERP, la peronista 22 de agosto, la Fracción Roja carecía de aparato político y su estructura de combate era celular clandestina. Tenía unos 50-80 militantes y su radio de acción era el Gran Buenos Aires. La organización cometió asaltos con fines logísticos, propaganda armada, eliminación física de representantes del orden y secuestró al empresario Aarón Bellison, siendo liberado el 14 de junio de 1973, después de pagar tres millones de dólares para su liberación. Editó el periódico Combate. Hacia 1975 había dejado de existir.
Hacía 1974, la Fracción Roja empezó a firmar comunicados bajo el nombre de Liga Comunista Revolucionaria (LCR), como en un comunicado lanzado en octubre de 1974 donde informaban sobre la muerte de Hugo Ricardo Drangosch y Miguel Ángel Villa (miembros de la LCR), así como de miembros de otras guerrillas.